# Somalia na letnich igrzyskach olimpijskich
Reprezentanci Somalii po raz pierwszy pojawili się na letnich igrzyskach olimpijskich w 1972 roku. Zawodnicy z Somalii nie wystąpili na igrzyskach w Montrealu w 1976, Moskwie w 1980 oraz Barcelonie w 1992 roku. Do tej pory nie zdobyli żadnego medalu.

## Medaliści letnich igrzysk olimpijskich z Somalii

### Złote medale
Brak

### Srebrne medale
Brak

### Brązowe medale
Brak